# Річард Гелм
Рі́чард Гелм (англ. Richard Helm; ?) — швейцарський інформатик, один з чотирьох авторів класичної книги «Design Patterns» про шаблони проектування програмного забезпечення. Колектив авторів також відомий як «Банда чотирьох» (англ. Gang of Four; GoF).

## Життєпис
Здобув докторський ступінь з інформатики в Університеті Мельбурна, почав свою кар'єру в IBM Global Services. З 1991 проводив дослідження в IBM в Науково-дослідному центрі Томаса Вотсона в Готорн, Нью-Йорк.
Партнер і керуючий директор Boston Consulting Group в Сіднеї, Австралія.
Працював членом комітету в Association for Computing Machinery та конференції OOPSLA.